# Elton Dharry
Elton Felix Dharry es un boxeador profesional Guyanes.

## Historia
Dharry emigró a Brooklyn, Nueva York, Estados Unidos, cuando era un niño en la isla Leguan, Guyana, América del Sur. Dharry comenzó a boxear a los 11 años y compitió regularmente bajo la dirección del difunto Patrick Ford.
Dharry entrena en el famoso Gleason's Gym en Brooklyn, Nueva York bajo la supervisión de Martin Gonzales, Lennox Blackmoore y Neuky Santelises.

## Carrera amateur
Dharry luchó en las Nacionales de Estados Unidos, las finales de metro y The Box-Offs Olímpicos en 2003 y 2004. Se convirtió en profesional a finales de 2004 en Guyana.

## Carrera profesional
Él era el campeón de peso gallo del CMB Caribe, campeón nacional de peso gallo y la UMC campeón de América de peso gallo.